# وراك
الوُرَاك أو ألم الوَرِك هو ألم في الوَرِك أو ألم في الورك مرتبط بمرض. يشير الُوراك إلى الإحساس العام بالألم في منطقة الورك والعضلات المحيطة بالورك - العضلة الخيتطية ، والعضلة الموترة للفافة العريضة والسبيل الحرقفي الظبظوبي وإحساس بالألم في الأنسجة المحيطة بالعظام. السبب الأساس عند البالغين الفصال العظمي أو تنكس مفاصل الورك أو التهاب الجراب (التهاب الجراب الزلالي) للمفاصل. قد يسبق الوُراك تشخيص أو تحديد أمراض أخرى بوقت طويل كما هو موضح للمراقبة والمراجعة.
يعد الوُرَاك أحد أعراض أمراض مفصل الورك الكامنة ويجب فحصه والإشارة إليه على أن أعراض الألم وقلة الحركة ستزداد وتتفاقم ما قد يؤدي إلى حالات الألم المزمن. قد يكون الوُراك ناتجًا من الصدمة وخلل التنسج والنمو الشاذ أو التنكس أو هشاشة العظام لنقص B12 أو سرطان الفوليك أو النقائل. يجب أن تتضمن إدارة الألم استخدامًا قويًا للتدخلات الدوائية وغير الدوائية.

## التشخيص
يمكن للطبيب تشخيص الوُراك من خلال فحص مفصل الورك وذلك بمراقبة المشية والوقوف الساكن وانخفاض الحركة وانخفاض النغمة والقوة والتنسيق من خلال النطاق الطبيعي المتوقع لحركة مفصل الورك.

## العلاج
يمكن علاج الوُراك على المدى القصير عن طريق مسكنات الآلام التي لا تستلزم وصفة طبية مثل الباراسيتامول أو الأسبرين أو الإيبوبروفين. يجب البحث عن مزيد من إدارة الألم بالتنسيق مع طبيب عام أو أخصائي رعاية صحية. أدوات التشخيص مثل الموجات فوق الصوتية والتصوير المقطعي المحوسب والتصوير بالرنين المغناطيسي لتحديد مدى المرض الأساس الذي يجب أن يتبعه الإحالة إلى ممارس عام متخصص أو جراح العظام. قد تكون العلاجات المساعدة التكميلية مثل العلاج الطبيعي والتحفيز الكهربائي العصبي عبر الجلد والعلاجات الحركية الحيوية مفيدة في إدارة ضعف الحركة وتخفيف الألم.